# Antonio Sacchini
Antonio Maria Gaspare Sacchini (Florencia,  Gran Ducado de Toscana, 14 de junio de 1730 - París, Reino de Francia, 6 de octubre de 1786) fue un compositor italiano, miembro de la escuela napolitana.

## Biografía
De ascendencia humilde, sus padres eran pescadores pobres, profesión a la que estaba destinado. Aún muy joven, se trasladó a Pozzuoli, en las cercanías de Nápoles, donde el maestro Francesco Durante le escuchó cantar algunas canciones populares. Satisfecho con la corrección de la entonación e inteligencia del muchacho, solicitó a su familia que le permitiera ingresarlo en el Conservatorio de Sant’Onofrio. 
Allí estudió los fundamentos de la música, aprendió a tocar el violín bajo la dirección de Nicolus Forenza, adquiriendo cierto grado de habilidad. Al mismo tiempo, Gennaro Maná le dio clases de canto. Como discípulo de Durante, estudió armonía y contrapunto. 
En 1775 fallece su maestro Durante, y al año siguiente compone el Intermezzo en dos partes denominado Fray Donato, ejecutado con éxito por los estudiantes de su escuela.
Escribió pequeñas obras para teatro de segundo orden en idioma napolitano, con cierta difusión.
En 1762 recibió el encargo de componer una ópera seria, Argentina, representada en el Teatro de Roma con buena acogida. Esto le hizo trasladarse a vivir a Roma donde permaneció siete años, viajando por varias ciudades de Italia.
En 1769 presentó en Venecia su gran éxito Alessandro nell’India, que le valió el nombramiento como director del conservatorio de esa ciudad, el Conservatorio dell’ospedaletto. Durante unos pocos años ocupó ese cargo, contribuyendo a la formación de excelentes estudiantes de canto.
Escribió música para monasterios e iglesias, vísperas y motetes, ganando una gran reputación para 1770, año en que se reunió con el crítico Charles Burney. Ese año compuso Escipión en Cartago, con un rotundo éxito. Para entonces sus composiciones son ya unas 40 obras y diez óperas bufas sin haber cumplido los 40 años.
A finales de 1771 realizó un viaje de varios meses al Sacro Romano Imperio Germánico, componiendo para el Teatro de Múnich y el de Stuttgart, con obras poco conocidas. Al año siguiente se traslada a Londres para representar algunas obras antiguas. En el Teatro Real representó El Cid, Tamerlano, Lucio Vero y en 1774 Nitetti y Perseo.
Su gusto por las mujeres y sus gastos desmedidos empezaron a minar sus finanzas y su preocupación por ello, su salud. Sus acreedores le obligaron a dejar Londres, trasladándose a París donde fue recibido sin mucho entusiasmo. No obstante, el hecho de que la ciudad fuera residencia del archiduque austriaco José II fue providencial, pues fue recomendado a su hermana María Antonieta, reina de Francia.
En 1783 representa Rinaldo nell’arrangiamento para el público francés, con éxito mediocre. Al año siguiente repite el resultado con su Dardanus, y en 1785 termina su obra Oedipe en Colonia, obra que, aunque no llegó a ver representada, tuvo un éxito considerable hasta mediados del siglo XIX.
Sacchimi murió a los 56 años de edad, dejando sin terminar algunos trabajos como Arvine y Eveline, teniendo un funeral al que acudieron multitud de artistas para homenajearlo.

## Obra
| Título                                                        | Género          | Actos      | Lugar de estreno              | Fecha de estreno       |
| Fra Donato                                                    | intermezzo      | 2 actos    | Nápoles                       | 1756                   |
| Il giocatore                                                  | intermezzo      |            | Nápoles                       | 1757                   |
| Olimpia tradita                                               | comedia         |            | Nápoles                       | 1758                   |
| Il copista burlato                                            | comedia         |            | Nápoles                       | 1759                   |
| La vendemmia                                                  | intermezzo      | 1 acto     | Roma, revisada en Barcelona   | 1760, 1767             |
| Il testaccio                                                  | ópera buffa     |            | Roma                          | 1760                   |
| I due fratelli beffati                                        |                 |            | Nápoles                       | 1760                   |
| Andromaca                                                     | ópera seria     | 3 actos    | Nápoles                       | 30 de mayo de 1761     |
| La finta contessa                                             | farsetta        |            | Roma                          | 1761                   |
| Li due bari                                                   | ópera buffa     |            | Nápoles                       | 1762                   |
| L'amore in campo                                              | dramma giocoso  | 2 actos    | Roma                          | 1762                   |
| Alessandro Severo                                             | ópera seria     | 3 actos    | Venecia                       | Carnaval 1763          |
| Alessandro nell'Indie                                         | ópera seria     |            | Venecia                       | 1763                   |
| Olimpiade                                                     | ópera seria     | 3 actos    | Padua                         | 1763                   |
| Semiramide riconosciuta                                       | ópera seria     | 3 actos    | Roma                          | 1764                   |
| Eumene                                                        | ópera seria     |            | Florencia                     | 1764                   |
| Il gran Cidde                                                 |                 |            | Roma                          | 1764                   |
| Lucio Vero                                                    | ópera seria     |            | Nápoles                       | 4 de noviembre de 1764 |
| Il finto pazzo per amore                                      | intermezzo      | 2 actos    | Roma                          | 1765                   |
| Creso                                                         | ópera seria     | 3 actos    | Nápoles , revisada en Londres | 1765, 1774             |
| La contadina in corte                                         | ópera bufa      |            | Roma, revisada en Londres     | 1765, 1782             |
| L'isola d'amore                                               | dramma giocoso  | dos actos  | Roma                          | 1766                   |
| Le contadine bizzarre                                         |                 |            | Milán                         | 1766                   |
| Artaserse                                                     | ópera seria     | tres actos | Roma                          | 1768                   |
| Nicoraste                                                     | ópera seria     | tres actos | Venecia                       | 1769                   |
| Scipione in Cartagena                                         | ópera seria     |            | Múnich                        | 8 de gener de 1770     |
| Calliroe                                                      | ópera seria     |            | Ludwigsburg                   | 1770                   |
| L'eroe cinese                                                 | ópera seria     | tres actos | Múnich                        | 1770                   |
| Adriano in Siria                                              | ópera seria     |            | Venecia                       | 1770                   |
| Ezio                                                          | ópera seria     |            | Nápoles                       | 1771                   |
| Armida                                                        | ópera seria     | 3 actos    | Milán                         | 1772                   |
| Vologeso                                                      | ópera seria     |            | Parma                         | 1772                   |
| Tamerlano                                                     | ópera seria     |            | Londres                       | 1773                   |
| Il Cid                                                        | ópera seria     |            | Londres                       | 19 de enero de 1773    |
| Perseo                                                        | ópera seria     | 3 actos    | Londres                       | 1774                   |
| Nitteti                                                       | ópera seria     | 3 actos    | Londres                       | 1774                   |
| Motezuma                                                      | ópera seria     | 3 actos    | Londres                       | 1775                   |
| Erifile                                                       | ópera seria     | 3 actos    | Londres                       | 1778                   |
| L'amore soldato                                               | dramma giocoso  | 3 actos    | Londres                       | 1778                   |
| L'avaro deluso, o Don Calandrino                              | dramma giocoso  | 3 actos    | Londres                       | 1778                   |
| Enea e Lavinia                                                | ópera seria     | 3 actos    | Londres                       | 1779                   |
| Mitridate                                                     | ópera seria     |            | Londres                       | 1781                   |
| Renaud (revisión de Armida)                                   |                 | 3 actos    | París                         | 1783                   |
| Chimène (revisión de Il gran Cidde)                           | tragedia lírica | 3 actos    | Fontainebleau                 | 1783                   |
| Dardanus                                                      | tragedia        | 4 actos    | París                         | 1784                   |
| Oedipe à Colone                                               | tragedia lírica | 3 actos    | Versalles                     | 4 de enero de 1786     |
| Arvire et Evelina (incompleta, acabada por Jean-Baptiste Rey) | tragedia lírica | 3 actos    | París                         | 1788                   |